# 四川省豫剧团
四川省豫剧团位于四川省广元市，是四川省唯一的一家豫剧团。四川省豫剧团的前身是中华民国国军胡宗南部成立于1948年6月的“建阳剧社”，随军入川，后又改名为“时代剧团”，1950年1月，剧团的陈松山和李玉山在成都市建立了河南豫声剧社。1951年1月河南豫声剧社巡演至广元市，并从此扎根于此，先后改名为广元群众剧团和广元市豫剧团。并受到中国国家领导人和四川党政负责人的关怀。

## 参看
- 豫剧团列表